# Estádio Algarve

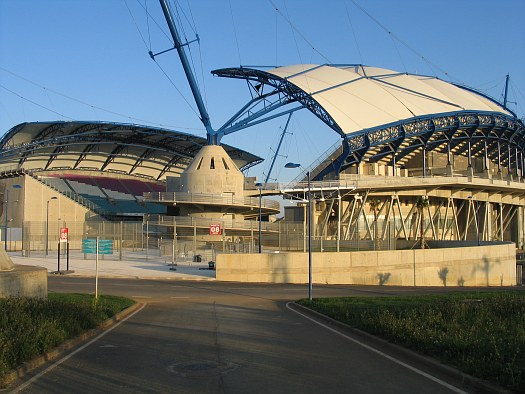

Estádio Algarve – stadion piłkarski położony pomiędzy dwoma portugalskimi miastami Faro i Loulé. Stadion został oddany do użytku na Mistrzostwa Europy w Piłce Nożnej 2004, a jego pojemność wynosi 30 002 miejsc. Swoje mecze na stadionie rozgrywa drużyna SC Farense.
Na stadionie tym swoje mecze rozgrywa reprezentacja Gibraltaru. Latem 2013 piłkarskie władze brytyjskiej enklawy porozumiały się z Portugalią w sprawie rozgrywania oficjalnych spotkań na tym obiekcie. Zespół seniorski Gibraltaru (jak również drużyna młodzieżowa) korzystał z obiektu od 2014 do 2018 roku, kiedy to przeniósł się dzięki specjalnym zezwoleniom na Victoria Stadium. W kwalifikacjach do Mistrzostw Europy w Niemczech reprezentacja brytyjskiej enklawy ponownie będzie rozgrywać mecze na Estádio Algarve.